# Ableptina tenebricosa
Ableptina tenebricosa is een vlinder van de familie van de spinneruilen (Erebidae), van de onderfamilie van de Herminiinae. De wetenschappelijke naam van deze soort is voor het eerst voorgesteld door Hermann Hacker, Ralf Fiebig en Dirk Stadie in een publicatie uit 2021.
De soort komt voor in Ethiopië.